# Håkan Berg (fotograf)
Håkan Berg, född 13 juli 1937, död 22 december 2020, var en svensk fotograf.

## Biografi
Berg växte upp på Kålland utanför Lidköping men kom tidigt att bo och verka i Göteborg. Han återvände senare i livet till hembygden där han fotodokumenterade både natur- och byggnadsmiljöer och visade sitt konstnärskap med lokalt bildmaterial i flera fotoutställningar i Lidköpings museer.
Berg uttryckte att han främst var intresserad av att använda fotografiet för att beskriva förlopp och miljöer. Han samarbetade med många olika aktörer och dokumenterade skilda företeelser som textilier, arkeologiska föremål, konstverk, blommor, kulturhistoriska byggnader, konstnärsbiografier med mera.
Berg har bland annat medverkat med bilder i flera böcker om Astri och Evert Taube.
Berg tilldelades 2007 Adlerbertska kulturstipendiet utdelat av Sällskapet Gnistan.

### Medverkan som fotograf

#### Konstnärsbiografier
- 1988 – Hällje, Jan-Erik; Berg Håkan. Håkan Håkansson stafflimålare. Göteborg: Edward Thordén Gallery. Libris 759737
- 1992 – Landqvist, Lennart; Ahnoff Brita, Berg Håkan, Stacy Graham. Lennart Landqvist. [Göteborg]: [Göteborgs konstmuseum]. Libris 7768019. ISBN 9187968169
- 2001 – Falksten, Marie; Wettre Håkan, Berg Håkan, Van Santen Anthea. Marie Falksten. [Sverige]: [s.n.]. Libris 9219784
- 2006 – Fassett, Kaffe; Wincent Eva, Berg Håkan. Sticka med Kaffe Fassett. Stockholm: Natur och kultur. Libris 10015934. ISBN 9127356418

#### Evert och Astri Taube
- 2008 – Schmidt de Graaf, Pia; Taube Astri, Berg Håkan. Astri Bergman Taube - ett konstnärsliv. Göteborg: Warne. Libris 10468164. ISBN 9789185597062
- 2015 – Taube, Evert; Schmidt de Graaf Pia, Berg Håkan. Brev från Bohuslän. [Göteborg]: Pia Schmidt de Graaf. Libris 18050031. ISBN 9789163785672
- 2017 – Taube, Evert; Schmidt de Graaf Pia, Berg Håkan. Evert Taube i Göteborgs Handels- och Sjöfartstidning. [Veddige]: Bokome förlag. Libris 21648293. ISBN 9789198412819
- 2021 –Taube, Evert; Schmidt de Graaf Pia, Schmidt de Graaf Pia, Berg Håkan. Brev 1902-1924. Bokome förlag. Libris dr0lw6kgbvm08l12. ISBN 9789198412864

#### Jonsered
- 2005 – Overland Viveka, Franck Anders, red. Jonsered: stenåldersboplats, bruksort, kunskapssamhälle. Uddevalla: Bohusläns museums förlag. Libris 10012981. ISBN 9176862127
- 2008 – Zacharoff, Ingela; Berg Håkan. Jonsered: en annorlunda värld : Jonsereds fabriker och samhälle är av riksintresse och har stora kulturhistoriska värden (3:e utg. 2020). Jonsered: Jonsereds hembygdsförening. Libris 12341800
- 2014 – Hellström Sveningson, Lis; Berg Håkan. Fria rum för samtalets själ: 10 år på Jonsereds herrgård. Göteborg: Göteborgs universitet. Libris 17893445. ISBN 9789173603850

#### Blommor
- 2003 – Nordstrandh, Iris; Berg Håkan. När blommorna sjunger. Sävedalen: Warne. Libris 9152167. ISBN 9186425552
- 2004 – Berg, Håkan; Enbågen Ola, Wiberg Totte. Rosor i maten: [med inspiration från Trädgårdsföreningen i Göteborg]. Västra gastronomiska akademins skriftserie, 1650-5980 ; 5. Sävedalen: Warne. Libris 9560000. ISBN 9186425595
- 2008 – Brodin, Louise; Johansson Ingemar, Nordin Ingvar, Berg Håkan. Sådan kärlek till blommor. Sävedalen: Warne. Libris 10795815. ISBN 9789185597116

#### Kultur- och konsthistoria
- 1986 – Andersson Stina, Jönsson-Kihlberg Eva, Broo Björn, red. Livet i det gamla Göteborg. Arkeologi i Västsverige, 0281-6199 ; 2. Göteborg: Göteborgs arkeologiska museum. Libris 7749521. ISBN 9185488291
- 1989 – Sjölin Mats, red. Lejonet & kronan: stormaktstidens Göteborg. Göteborg: Göteborgs museer. Libris 7678445. ISBN 9179706983
- 1991 – Söderpalm Kristina, red. Strålande bonader: sydsvenskt bonadsmåleri. Göteborg: Göteborgs historiska museum. Libris 1291652
- 1994 – Olsson, Jan; Wällhed Anders, Berg Håkan. Kampen mellan segel och ånga. Göteborg: Tre böcker. Libris 7592894. ISBN 9170291322
- 1995 – Rehnberg, Bertil; Kullvén Rehnberg Lilian, Berg Håkan (1995). Julkrubban berättar: kulturarv och budskap i en helgtradition. Göteborg: Tre böcker. Libris 7592942. ISBN 9170291837
- 1998 – Sjöberg, Jan Eric; Berg Håkan, Noord Lars. Tusentals fynd från hundratusentals år: en resa i tid och rum genom Stadsmuseets arkeologiska samlingar. Göteborg: Göteborgs stadsmuseum. Libris 7452520. ISBN 9163061910
- 1999 – Jarlert, Anders; Wallin Kerstin journalist, Berg Håkan. Medeltida kyrkor på 2000-talet. [Skriftserie] / [utgiven av Göteborgs kyrkliga samfällighets kulturnämnd], 1101-8216 ; [3]. Göteborg. Libris 7770177. ISBN 9188278026
- 2005 – Jarlert, Anders; Lindblad Jakob, Berg Håkan. Försvunna kyrkor i Göteborg. Göteborg: Tre böcker. Libris 9853309. ISBN 917029576X
- 2009 – Wiberg, Totte; Berg Håkan. Fürstenbergska galleriet: mecenatparet, konstnärerna och samlingen. Sävedalen: Warne. Libris 11354426. ISBN 9789185597208
- 2014 – Josefsson, Lars; Berg Håkan. Byn som försvann. [Sävedalen: Lars Josefsson]. Libris 16926251. ISBN 9789163760464
- 2020 – Sjögren, Gunilla. Sakralt och profant: om Gunilla Sjögrens konstnärskap. [Veddige]: Bokome förlag. Libris gsn3jjhnd5sq0tvd. ISBN 9789198412833